# ピエール・ルイージ・ファルネーゼ
ピエール・ルイージ・ファルネーゼ（Pier Luigi Farnese, 1503年11月19日 - 1547年9月10日）は、ファルネーゼ家の初代パルマ公（在位：1545年 - 1547年）。父はローマ教皇パウルス3世。

## 生涯
1527年、神聖ローマ皇帝カール5世のローマ略奪の時から軍人となった。1537年、妻ジェローラマ・オルシーニの実家オルシーニ家の伯位、ピティリアーノ伯爵を襲名する。1538年にカストロ伯（のちカストロ公）となる。1545年にパルマ公とピアチェンツァ公を兼ねた。非常に冷酷な人間として知られる一方、同性愛者・男色家といわれていた。
1547年、貴族ら数名に刺された上、ピアチェンツァ広場に向けて窓から投げ落とされて死んだ。皇帝カール5世の代理フェランテ1世・ゴンザーガ（フランチェスコ2世・ゴンザーガとイザベラ・デステの息子）は、直ちに公国を占領した。
ジェローラマとの間には5子が生まれた。
- アレッサンドロ（1520年 - 1589年） - 枢機卿
- ヴィットーリア（1521年 - 1602年） - ウルビーノ公グイドバルド2世・デッラ・ローヴェレと結婚
- オッターヴィオ（1524年 - 1586年） -  パルマ公
- ラヌッチョ（1530年 - 1565年） - 枢機卿
- オラーツィオ（1532年 - 1553年） - カストロ公

## 関連作品
- 「黄金のローマ」（小説）塩野七生著。女性主人公オランピアの愛人として登場する。